# Opistoclanis hawkeri
Genre
Espèce
Opistoclanis hawkeri, unique représentant du genre monotypique Opistoclanis, est une espèce de papillons de la famille des Sphingidae, sous-famille des Smerinthinae, et de la tribu des Smerinthini.

## Description

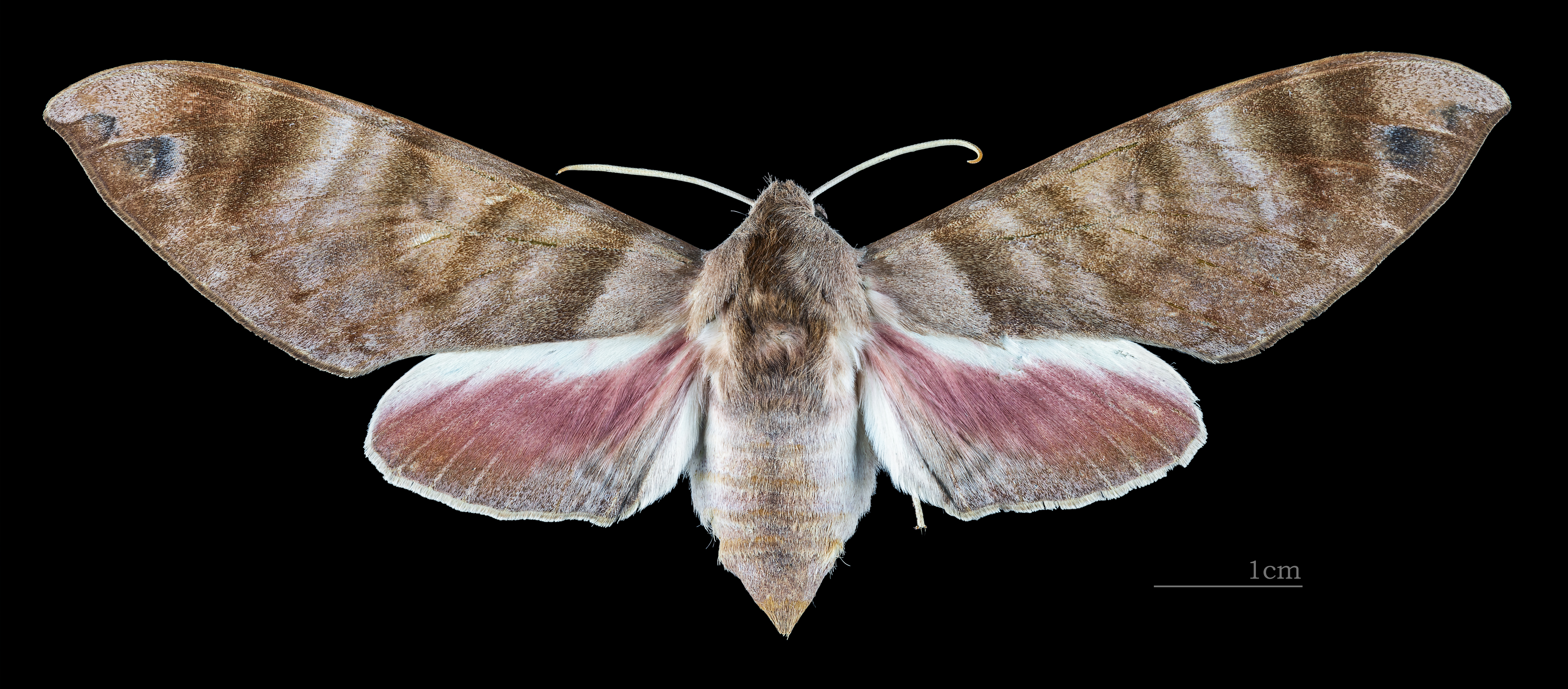
Face dorsale de la femelle (coll.MHNT)
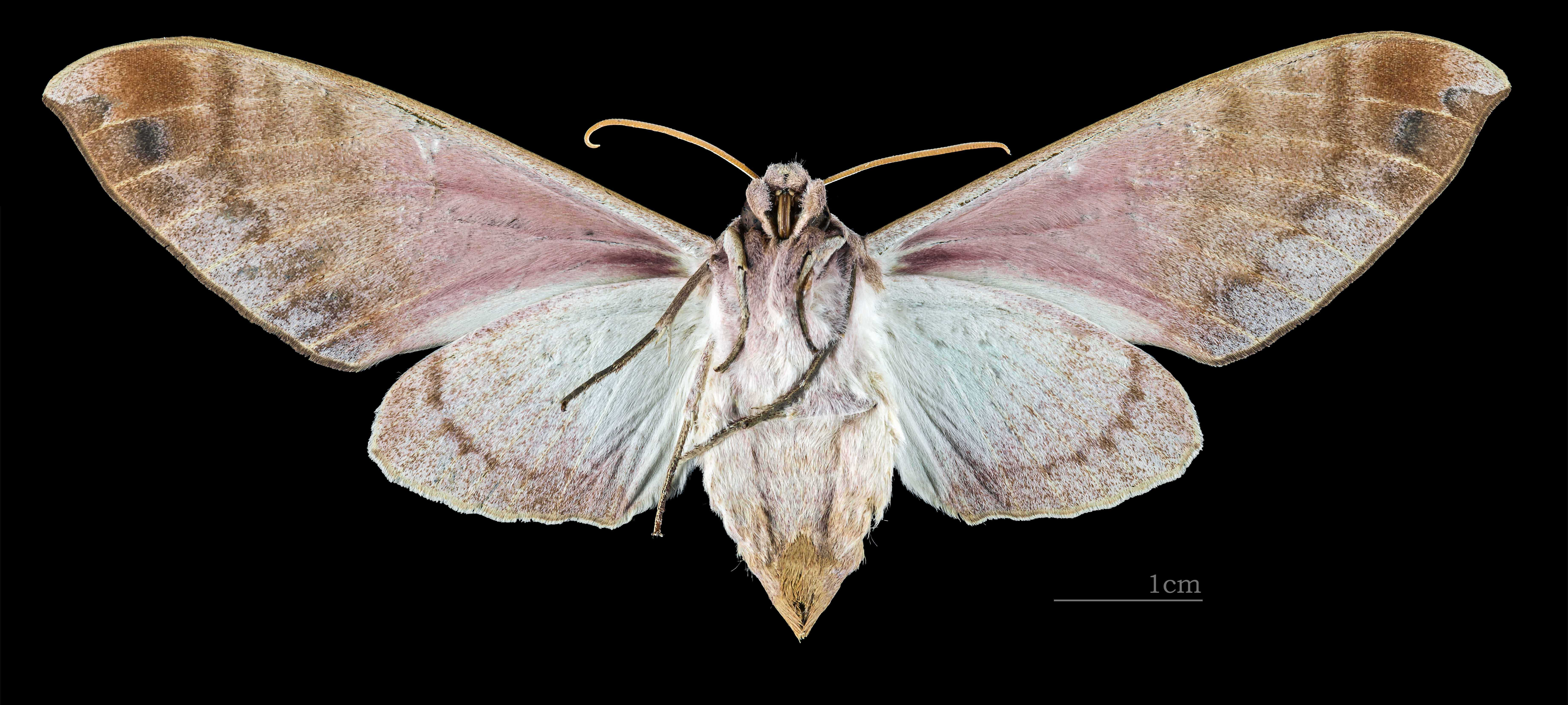
Face venrale de la femelle (coll.MHNT)

## Répartition et habitat
Répartition
L'espèce est connue en Chine (Yunnan), au nord-est de la Thaïlande, au Laos et au nord du Vietnam, où elle a été observée à des altitudes comprises entre 888 et 2 800 mètres.

## Biologie
Les adultes volent de la fin mars au début mai à la fin de la saison sèche en Thaïlande.

## Systématique
- Le genre Opistoclanis a été décrit par l’entomologiste Heinrich Ernst Karl Jordan, en 1929.
- La seule espèce et espèce type pour le genre est Opistoclanis hawkeri ; elle a été décrite par les entomologistes James John Joiceyet et George Talbot en 1921 sous le nom initial de Clanis hawkeri.

### Synonymie
- Clanis hawkeri Joicey & Talbot, 1921 Protonyme